# Thomas Fitzgerald
Thomas Fitzgerald, född 10 april 1796 i Herkimer County, New York, död 25 mars 1855 i Niles, Michigan, var en amerikansk demokratisk politiker. Han representerade delstaten Michigan i USA:s senat 1848-1849.
Fitzgerald deltog i 1812 års krig. Han arbetade som lärare i delstaten New York och flyttade 1819 till Indiana. Han studerade juridik och inledde 1821 sin karriär som advokat. Han flyttade 1834 vidare till Michiganterritoriet.
Senator Lewis Cass avgick 1848 och efterträddes av Fitzgerald. Han efterträddes sedan året efter av företrädaren Cass.
Fitzgerald tillträdde 1852 en domarbefattning i Berrien County. Han avled 1855 och gravsattes på Silverbrook Cemetery i Niles.